# اونق‌یلقی سفلی
اونق‌یلقی سفلی روستایی در دهستان آق‌التین بخش مرکزی شهرستان آق‌قلا استان گلستان ایران است.

## جمعیت
بر پایه سرشماری عمومی نفوس و مسکن در سال ۱۳۹۵ جمعیت این مکان ۵۹۵ نفر (۱۷۷خانوار) بوده‌است.